# 172425 Taliajacobi
172425 Taliajacobi este o planetă minoră (asteroid), cu un diametru de 1,905 km, din Mars-crossing asteroid⁠(d). A fost descoperită pe 25 iulie 2003 la Wise Observatory⁠(d) de David L. Polishook⁠(d). 
Obiectul prezintă o orbită caracterizată de o semiaxă mare de 2,3634314578276 UAi, o excentricitate de 0,36, o înclinație de 21,3 ° în raport cu ecliptica.